# Al-Ubulla
Al-Ubulla (àrab: الأبلة, al-Ubulla) fou una antiga ciutat de l'Iraq, al delta del Tigris i Eufrates, al nord del golf Pèrsic, centre principal de comerç amb l'Índia i l'Extrem Orient.
Estava situada a l'est de Bàssora, a la riba dreta del Tigris i al nord del canal Nahr al-Ubulla. Abans de la fundació de Bàssora ja existia i era l'únic port de comerç de l'estuari del Tigris. Els autors àrabs la identifiquen amb diversos llocs preislàmics (Ibn Khurradàdhbih amb Dast Maysan, at-Tabarí amb Bahman Ardashir), però aquests llocs estaven a l'altre costat del riu Tigris. Eutiqui esmenta al-Ubulla com una fundació d'Artaxerxes I. Un poema esmenta la ciutat en temps de Mahoma.
La ciutat fou conquerida el 633 per Utba ibn Ghazwan; hi havia una guarnició de 500 cavallers perses (asawira); el conqueridor, en el seu informe al califa, l'esmenta com un port per anar a al-Bahrayn (l'Aràbia oriental), a Uman (Oman), a al-Hind (l'Índia), i as-Sin (la Xina); des d'al-Ubulla els àrabs van poder conquerir l'altre costat del riu amb Dast Maysan i el país de l'Eufrates. Després de la fundació de Bàssora, al-Ubulla va quedar relegada a un segon lloc i va perdre importància política, però va restar sent el segon port del nord del golf Pèrsic durant tot el període abbàssida i va restar com una ciutat gran, si bé l'allunyament de la mar (abans més propera) li feia perdre potencial; això no li impedí eclipsar Bàssora durant el període buwàyhida, especialment sota Àdud-ad-Dawla (948-972). Durant el califat abbàssida s'hi va construir un far i una princesa va pagar omplir de pedres un remolí al riu que dificultava la navegació. Als segles ix i x encara era més gran que Bàssora i abastia aquesta d'aigua dolça. El 1051 Nasir-i Khusraw, que la va visitar, encara elogia el seu entorn meravellós.
Del 868 al 883 va patir a causa de la revolta dels zanj, però de seguida va retornar a la seva activitat. Els germans Abu-Abd-Al·lah Àhmad al-Baridí i Abu-Yússuf Yaqub al-Baridí governaven la regió el 942 quan va desembarcar-hi l'emir d'Oman, al servei del califa, i se'n va apoderar, però el seu domini fou passatger. Al segle xii estava en decadència i al segle xiii la decadència era tan gran que va quedar progressivament despoblada. Al-Mustawfi, al segle xiv, ja no esmenta el lloc i només cita el canal, la qual cosa significa que segurament aleshores ja no existia. La moderna Bàssora, en créixer, va ocupar el lloc de l'antiga al-Ubulla.